# 利夏蒂奇
49°20′5″N 23°57′31″E / 49.33472°N 23.95861°E

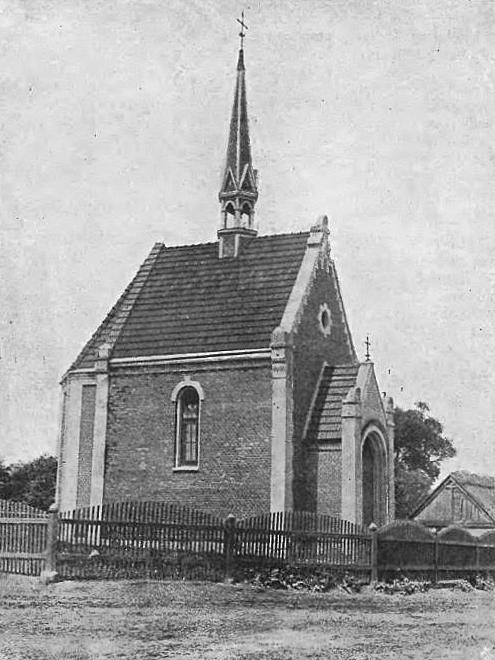
旧照片里的小教堂

利夏蒂奇（烏克蘭語：Лисятичі），是烏克蘭的村庄，位於該國西部利沃夫州，由斯特雷區斯特雷市鎮負責管轄，始建於1070年，面積25.56平方公里，海拔高度271米，2001年人口1,791，人口密度每平方公里70.07人。